# Кентшиньский, Станислав
Станислав Кентшиньский (пол. Stanisław Kętrzyński, 10 сентября 1876, Львов, Цислейтания — 29 мая 1950, Варшава) — польский историк, дипломат, профессор Варшавского университета, член Польской академии наук, масон.

## Биография
Он был сыном Войцеха (выдающегося историка, директора Национальной библиотеки имени Оссолинских во Львове) и Винцентины де Раутенберг-Клинской. В 1895 году он окончил 8 классов и сдал выпускной экзамен в средней школе имени Францишека Юзефа (в его классе были, в частности, Винцентий Чернецкий, Адам Фердинанд Чижевич, Владислав Подлаха). Он изучал историю, среди прочего, во Львовском университете (1895–1899) у Людвика Финкеля. Он завершил обучение в Палеографической академии в Риме (1899–1901), в Мюнхенском университете и в Национальной школе хартий в Париже (1901–1902). В 1900 году он защитил докторскую степень в Ягеллонском университете на основе работы «Казимир Восстановитель, 1034–1058», подготовленной под руководством Станислава Смолки. Он работал архивариусом в Архиве исторических документов в Кракове, а с 1904 года был директором Семейной библиотеки Красинских в Варшаве. В 1906–1910 годах читал лекции по истории Польши на гуманитарном факультете Общества научных курсов в Варшаве. 1910–1913 годы он провёл в архивных исследованиях в Риме. В 1913 году он получил хабилитацию в Ягеллонском университете после представления работы «О хронологических элементах документов Казимира Великого» (руководитель Станислав Кшижановский). В 1917-1918 годах читал лекции по истории дипломатии в Ягеллонском университете, в 1918-1922 годах был связан с Варшавским университетом — в должности доцента, а с 1920 года доцента кафедры польской истории Средневековья и вспомогательных исторических наук. Он также возглавлял Архив исторических документов в Варшаве (1919–1920) и Главный архив исторических документов в Варшаве (1919–1920).
В 1922–1923 годах он занимал должность директора Политического отдела Министерства иностранных дел; он был сторонником либералов и центристских правительств, ушёл из министерства после того, как его возглавил Роман Дмовский. Затем он был послом Польши в Москве (1925–1927) и Гааге (1927–1931). В 1932 году он вернулся на работу на кафедру польской истории средних веков и вспомогательных исторических наук Варшавского университета, в 1934 году взял на себя её руководство и стал профессором. В 1935–1939 годах президент Научно-исследовательского института Восточной Европы в Вильнюсе.
Во время Второй мировой войны он участвовал в секретной университетской преподавательской работе в Варшаве (также работал хранителем Ордонансной библиотеки Красинского);  его коллекция научных книг была конфискована немцами, а многие материалы сожжены во время Варшавского восстания. Сам Кентшинский был арестован гестапо в ноябре 1943 года, содержался в тюрьме в Павяке, затем в краковском монастыре Св. Михала и в немецком концлагере Освенцим-Биркенау. После войны он некоторое время работал в Ягеллонском университете (1945–1946) и Варшавском университете (снова заведующий кафедрой польской истории средних веков и вспомогательных исторических наук 1946–1947). Он вышел на пенсию в 1947 году и умер в 1950 году от болезни сердца.
Станислав был масоном.
С 1908 г. он был действительным членом, с 1930 года рядовым членом Варшавского научного общества; в 1913–1924 и 1945–1950 годах он возглавлял Историческую комиссию Варшавского научного общества. В 1929 году он был назначен членом-корреспондентом Польской академии искусств и наук, а в 1938 году — действительным членом этой академии. Он также принадлежал к Научному обществу во Львове, Польскому геральдическому обществу, Польскому историческому обществу; во время войны он организовывал научные собрания Польского исторического общества (совместно с Людвиком Колянковским). В 1946 году он получил научную премию Варшавского научного общества. Он был награждён, среди прочего, Командорским крестом и Командорским крестом со звездой ордена Polonia Restituta и Голландского ордена независимости. Похоронен на Повонзковском кладбище (участок 188-3-32).
Архивные материалы Станислава Кентшинского находятся в Архиве Польской академии наук в Варшаве под номером III-33.

## Научные интересы
В своей научной деятельности Станислав Кентшиньский занимался дипломатией, сфрагистикой, средневековой историей Польши, библиотечным делом. Он исследовал, среди прочего, генеалогию династии Пястов. Он занимался жизнью и деятельностью Мешко I. На примере анализа печатей Пшемысла II, Владислава Локетека и Казимира Великого он подчеркнул роль сфрагистики в исторических исследованиях. Он проанализировал хронику Винцентия Кадлубека. Большое внимание он уделил вопросу разделения округов и основания столицы Польши в Кракове. Сотрудничал с журналами «Przegląd Historyczny», «Przegląd Demokratyczny» и издательством «The Cambridge History of Poland».

## Ученики

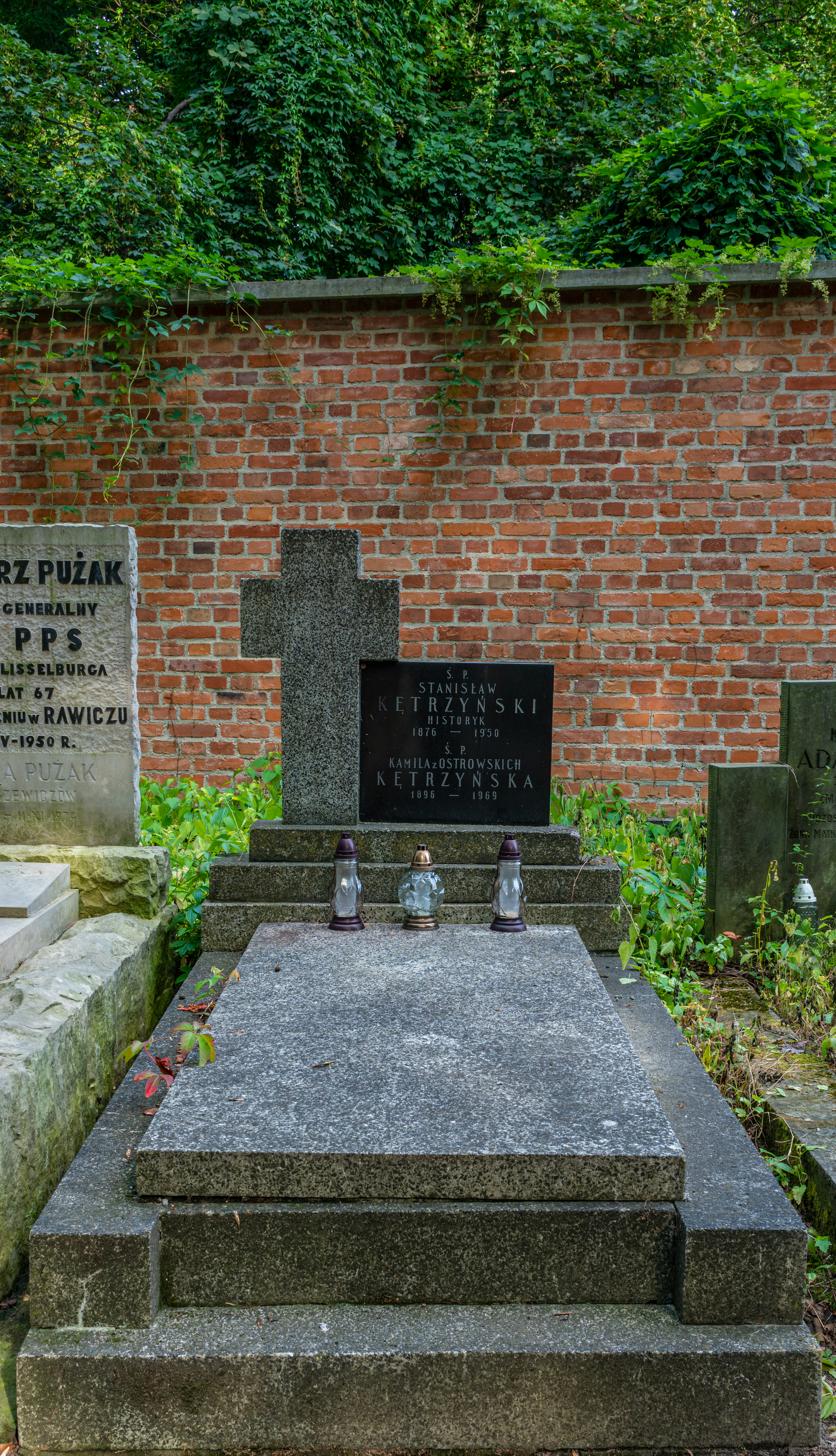
Могила Станислава Кентшиньского на Повонзком кладбище.

Среди его учеников были: Станислав Арнольд, Александр Гейштор, Ядвига Карвасиньска, Адам Вольф.

## Избранные публикации
Он опубликовал множество научных работ, в том числе:
- Gall-Anonim i jego kronika (1898)
- O rzekomej wyprawie Władysława Hermana na Szczecin (1899)
- O paliuszu biskupów polskich XI wieku (1902)
- O zaginionym żywocie św. Wojciecha (1902)
- Ze studiów nad Gerwazym z Tilbury (1903)
- O Astryku Anastazym (1906)
- Uwagi i przyczynki nad kancelaryą koronną Kazimierza Jagiellończyka (1912)
- O datach tzw. niejednolitych w dokumentach polskich (1927)
- Do genezy kanclerstwa koronnego (1929)
- Uwagi o pieczęciach Władysława Łokietka i Kazimierza Wielkiego (1929)
- Na marginesie „Genealogii Piastów” O. Balzera (1931)
- Zarys nauki o dokumencie polskim wieków średnich (1934)
- Ze studiów genealogicznych (1934)
- O zaginionej metropolii czasów Bolesława Chrobrego (1947)
- Polska X-XI wieku (1961, редактор Aleksander Gieysztor)

## Награды и признание
- Командорский крест со звездой ордена Polonia Restituta (9 ноября 1926 г.)[11][5]
- Командорский крест ордена Polonia Restituta (2 мая 1923 года)[12][5]
- Большая лента ордена Оранских-Нассау (Нидерланды, 1932 год)[13]